# Ng'ambo (Kilimangiaro)
Ng'ambo è una circoscrizione urbana (urban ward) della Tanzania situata nel distretto urbano di Moshi, regione del Kilimangiaro. Conta una popolazione di 7 890 abitanti (censimento 2012).